# Mariusz Merkator
Mariusz Merkator (IV/V wiek) – łaciński pisarz, teolog, przyjaciel Augustyna z Hippony. Urodził się w Italii. Od 429 roku żył w klasztorze w Tracji, gdzie oddawał się twórczości pisarskiej.
Zwalczał Pelagianizm i Nestorianizm. Wykazywał powiązanie Pelagianizmu ze Szkołą Antiocheńską. Twierdził, że poglądy przedstawione przez Pelagiusza w Komentarzu do listu do Rzymian zostały zasugerowane mu przez pewnego, nieznanego dziś Rufina Syryjczyka, który z kolei zaczerpnął je od Teodora z Mopsuestii i jego bezpośredniego otoczenia. To ów Rufin pierwszy zasiał ziarno pelagianizmu w Rzymie za papieża Anastazego (399-402). To od niego przejął i rozpowszechnił tę naukę sam Pelagiusz.
Swoje główne traktaty anty-pelagiańskie napisał przebywając w Rzymie w latach 417-418, a następnie posłał je Augustynowi.

## Dzieła
- Przestroga przed osobą Celestiusza (Commonitorium super nomine Cælestii); PL 48, 63-18.
- Przestroga przed herezją Pelagiusza, Celestiusza i Juliana (Commonitorium adversus hæresim Pelagii et Cælestii vel etiam scripta Juliani); PL 48, 109-172.
- List o różnicy między herezją Nestoriusza i dogmatami Pawła z Samosaty, Ebiona, Fotyna i Marcellina (Epistola de discrimine inter hæresim Nestorii et dogmata Pauli Samosateni, Ebionis, Photini atque Marcelli); PL 48, 772
- O bluźnierstwach Nestoriusza (Nestorii blasphemiarum capitula XII); PL 48, 907-932.